# Kamal Stino
Kamal Ramzi Stino (arabisch كمال رمزي إستينو Kamāl Ramzī Istīnū; * 1910; † nach 1972) war ein ägyptischer Politiker.

## Leben
Kamal erhielt einen Bachelorgrad in Agrikultur an der Kalifornischen Universität Davis und einen Ph.D. an der Kalifornischen Universität Berkeley. Sein Studiengebiet war die Pflanzenzytogenetik. Er arbeitete ein Jahr für die USDA in Bethesda (Maryland), als post-Doctorate internship. Als er nach Ägypten zurückkehrte, trat er dem Landwirtschaftskollegium im Departement für Agronomie an der Universität Kairo bei. Er unterrichtete mehrere tausend Studenten und entwickelte eine große graduate congregation seiner Studenten. Mehr als 160 wissenschaftliche Schriften wurden von ihm in reputablen Zeitschriften veröffentlicht. Zudem schrieb er vier wissenschaftliche Werke über Gemüse. Er entwickelte mehr als zwölf neue Varianten von Süßkartoffeln, Yams, Wassermelonen, großen Zucchini und Auberginen.
1956 berief Präsident Gamal Abdel Nasser Stino zum einzigen koptisch-christlichen Regierungsmitglied. Er wurde Minister für Handel und Versorgung im ägyptischen Kabinett und hielt diesen Posten 14 Jahre. Er war auch Landwirtschaftsminister und die letzten 6 Jahre seiner Amtszeit zugleich stellvertretender Ministerpräsident. Während seiner Karriere entwickelte er mehrere Systeme, um den Armen in Ägypten zu helfen. Er leitete ein Programm ein, um subventionierte Grundnahrungsmittel durch regierungseigene Geschäfte an die Öffentlichkeit zu verkaufen. Diese Geschäfte werden bis heute betrieben. Er entwickelte auch ein System, um Lebensmittelkarten an die Armen auszugeben.
Außerdem initiierte er die National Poultry Company, in deren Rahmen zum ersten Mal Masthähnchen in Ägypten eingeführt wurden. 1970 wurde er zum Leiter des Zentrums für Landwirtschaftsforschung ernannt, 1972 zum ersten Direktor der Arabischen Organisation für Landwirtschaftliche Entwicklung gewählt.
Dr. Kamal Stino war der älteste Sohn seiner Familie, seine fünf Geschwister waren der Ingenieur Moheb, Dr. Charles, Dr. George, Georgette und Madeline. Er war mit Farida Schawki Schenuda verheiratet und hatte seinen erstgeborenen Sohn, Farid, mit ihr. Als sie bei einer Entbindung starb, heiratete er ihre Schwester, Madeline, und hatte mit ihr einen Sohn, Scherif, und eine Tochter, Maisie.